# Paraustrochernes
Genre
Paraustrochernes est un genre de pseudoscorpions de la famille des Chernetidae.

## Distribution
Les espèces de ce genre se rencontrent en Australie et en Papouasie-Nouvelle-Guinée.

## Liste des espèces
Selon Pseudoscorpions of the World (version 3.0) :
- Paraustrochernes novaeguineensis Beier, 1975
- Paraustrochernes victorianus Beier, 1966

## Publication originale
- Beier, 1966 : On the Pseudoscorpionidea of Australia. Australian Journal of Zoology, vol. 14, no 2, p. 275-303.